# Stantonia algirica
Stantonia algirica är en stekelart som först beskrevs av Gyöö Viktor Szépligeti 1908.  Stantonia algirica ingår i släktet Stantonia och familjen bracksteklar. Inga underarter finns listade i Catalogue of Life.